# Ořechovka (nápoj)

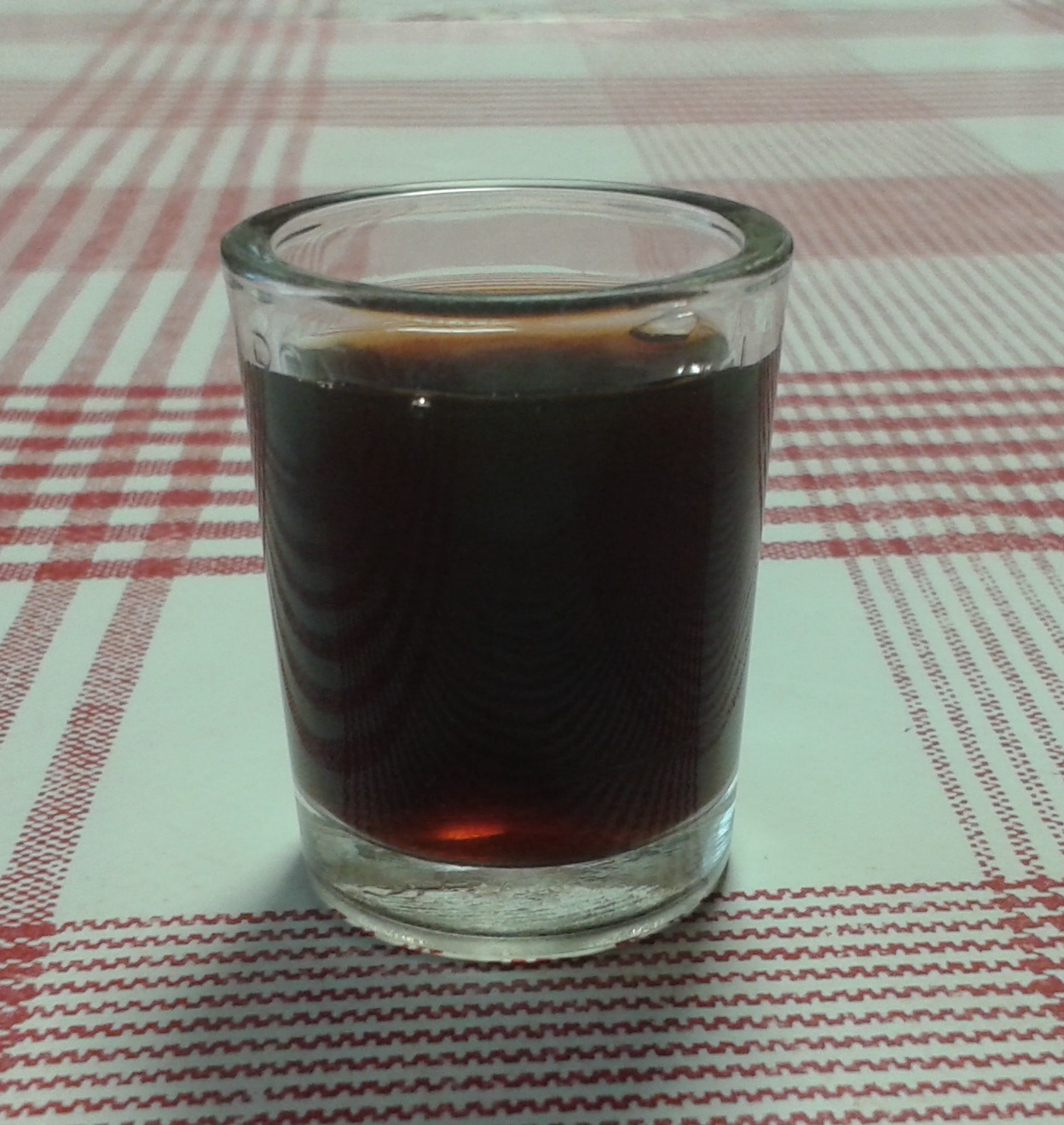
Panák ořechovky

Ořechovka je alkoholický nápoj, který se vyrábí macerováním nezralých vlašských ořechů v lihu s přídavkem různých druhů koření či bylin a často také cukru. Jelikož se v Česku jedná o velmi rozšířený likér, existuje mnoho variant a receptů na přípravu.
Typická ořechovka má tmavě hnědé zbarvení a obsah alkoholu se pohybuje mezi 30 až 40 %. Různými recepty a postupy přípravy lze ovšem dosáhnout i jiného poměru alkoholu či barvy.

## Výroba
Existuje velké množství receptů na ořechovku. Nejčastějšími přísadami jsou nezralé vlašské ořechy, líh (slivovice, vodka, tuzemský rum, apod.), hřebíček, skořice, pomerančová kůra a cukr. V různých obměnách se mohou v receptu vyskytovat i další přísady, například: mandle, vanilka, jalovec, muškátový květ, muškátový oříšek, apod. Častou obměnou receptu bývá nahrazení části nebo veškerého cukru medem.

## Tradice
Ořechovka je typickým nápojem, jehož příprava má na území České republiky velmi dlouhou tradici. Kromě domácké výroby je tento likér vyráběn také průmyslově mnoha výrobci, u kterých se liší jak složení, tak obsah alkoholu.